# Verano Brianza
Verano Brianza – miejscowość i gmina we Włoszech, w regionie Lombardia, w prowincji Monza i Brianza.
Według danych na rok 2004 gminę zamieszkiwało 8858 osób, 2952,7 os./km².